# 恰那多吉
恰那多吉（藏語：ཕྱག་ན་རྡོ་རྗེ།，威利转写：phyag na rdo rje，意为“金刚手”，1239年—1267年）藏族，出生于乌思藏萨斯迦（今西藏自治区萨迦县）昆氏家族，元朝封为白兰王，

## 生平
恰那多吉是桑察·索南坚赞之子，元朝帝师八思巴之胞弟。1244年，启程赴凉州，1246年，抵凉州，1247年，恰那多吉与其兄八思巴一同随伯父萨迦·班智达在凉州会见蒙古宗王阔端。他深受阔端喜爱，阔端让其学习蒙古语，并穿蒙古服饰。1260年忽必烈即位后将阔端之女墨卡顿（又译“门卡达”、“茫噶拉”）公主许配给他为妻，并封其为白兰王，赐其金印、同知左右衙署。习蒙古俗，着蒙古服装。1264年，他跟随八思巴返回萨迦，参与吐蕃地方行政体制的建立，进一步加强蒙古对西藏地方的管理。因蒙古公主无嗣，此后他又娶夏鲁万户之女坎卓本为妻，生子达玛巴拉（达玛巴拉后娶阔端之子启必帖木儿之女贝丹为妻）。1267年恰那多吉在萨迦寺的贝康森康去年，享年29岁。